# Theo Middelkamp
Theo Middelkamp (Nieuw-Namen, 23 de fevereiro de 1914 - Kieldrecht, 2 de maio de 2005) foi um ciclista neerlandês. Foi o primeiro neerlandês em ganhar uma etapa ao Tour de France. Nunca se enfrontó a nenhuma etapa de montanha e sempre ia com uma bicicleta de uma sozinha marcha. Ainda assim, a 14 de julho de 1936 ganhou a etapa entre Aix-les-Bains e Grenoble, superando o Col du Galibier. Acabou o 23.º da geral. Em 1937 teve que abandonar após uma queda. Em 1938 ganhou a sétima etapa e obteve um prêmio de 5.000 francos, muito menos do que ganhava nas corridas de Flandres, pela qual coisa decidiu não participar nunca mais no Tour e se especializar nas clássicas.  A sua carreira foi interrompida pela Segunda Guerra Mundial, em decorrência da qual se ganhou a vida como contrabandista, mas foi apanhado e encarcerado. Em 1946 um incidente mecânico impediu-lhe ganhar o Campeonato do Mundo. Em 1947, em Reims, conseguiu ser o primeiro neerlandês em conquistar o Campeonato do Mundo de Ciclismo. Em 1951 retirou-se e dedicou-se à restauração em Kieldrecht (Bélgica).

## Palmarés
| - 1935 - Stadsprijs Geraardsbergen - 1936 - 1 etapa no Tour de France - 3.º no Campeonato Mundial em Estrada - 1938 - Campeonato dos Países Baixos em Estrada - Grande Prêmio do 1º de Maio - 1 etapa no Tour de France - 1943 - Campeonato dos Países Baixos em Estrada - 1944 - 3.º no Campeonato dos Países Baixos em Estrada | - 1945 - Campeonato dos Países Baixos em Estrada - Prêmio Nacional de Clausura - 1946 - 2.º no Campeonato dos Países Baixos em Estrada - 1947 - Campeonato Mundial em Estrada - 1948 - 3.º no Campeonato dos Países Baixos em Estrada - 1950 - 2.º no Campeonato Mundial em Estrada |

## Resultados nas Grandes Voltas e Campeonatos do Mundo
| Corrida            | Corrida            | 1934 | 1935 | 1936 | 1937 | 1938 | 1939 | 1940 | 1941 | 1942 | 1943 | 1944 | 1945 | 1946 | 1947 | 1948 | 1949 | 1950 |
| ------------------ | ------------------ | ---- | ---- | ---- | ---- | ---- | ---- | ---- | ---- | ---- | ---- | ---- | ---- | ---- | ---- | ---- | ---- | ---- |
|                    | Giro d'Italia      | —    | —    | —    | —    | —    | —    | —    | X    | X    | X    | X    | X    | —    | —    | —    | —    | —    |
|                    | Tour de France     | —    | —    | —    | 23.º | Ab.  | 42.º | X    | X    | X    | X    | X    | X    | X    | —    | —    | —    | —    |
|                    | Volta a Espanha    | X    | —    | —    | X    | X    | X    | X    | —    | —    | X    | X    | —    | —    | —    | —    | X    | —    |
| Mundial em Estrada | Mundial em Estrada | —    | Ab.  | 3.º  | —    | Ab.  | X    | X    | X    | X    | X    | X    | X    | Ab.  | 1.º  | Ab.  | —    | 2.º  |

—: não participa

Ab.: abandono